# Ghanaische Luftwaffe
Als ghanaische Luftwaffe (engl.: Ghana Air Force, abgekürzt GHF) werden die ghanaischen Luftstreitkräfte bezeichnet. Sie ist neben der ghanaischen Armee (Ghana Army, GA) und der ghanaischen Marine (Ghana Navy, GN) eine Teilstreitkraft der Streitkräfte Ghanas (Ghana Armed Forces, GAF).

## Geschichte
Die ghanaische Luftwaffe wurde am 24. Juli 1959 als Flying Training School mit israelischen Ausbildern und Technikern unter dem Kommando von Oberstleutnant Adam Shatkay, Angehöriger der israelischen Luftwaffe, gegründet. Die Schule wurde gegründet, um für das Heer und die Marine perspektivisch Luftunterstützung anbieten zu können. Das Hauptquartier der Luftwaffe wurde noch im Jahr 1959 in Accra unter dem Kommando des indischen Air Commodore Jaswant Singh errichtet. Singh wurde zum ersten Chief of Air Staff (CAS) ernannt.
Im Jahr 1959 exportierte HAL zwölf HAL HT-2 für erste Schulungen von Piloten der GHF nach Ghana. Zunächst sollten die indischen Ausbilder einige Instruktoren auf das Flugzeugmuster umschulen. Das gesamte Vorhaben geriet bald in Schwierigkeiten, da die Ausbilder Schwierigkeiten bei der Wiederherstellung der Kontrolle nach dem Trudeln meldeten, obwohl kein Flugzeug tatsächlich abstürzte. Die mangelnde Austauschbarkeit der Teile und die schlechte logistische Unterstützung führten schließlich dazu, dass alle zwölf Flugzeuge verschrottet wurden. Es wird angenommen, dass zu dieser Zeit die Ausbilder hauptsächlich Israelis waren, welche die Fouga Magister für diese Rolle bevorzugten.
Im Jahr 1960 übernahm Personal der Royal Air Force die Aufgabe der Ausbildung der neu aufgestellten ghanaischen Luftwaffe. Im Jahr 1961 stießen Ausbilder der Royal Canadian Air Force hinzu. Im September 1961 wurde aufgrund der von Präsident Kwame Nkrumah vorangetriebenen Afrikanisierung mit J.E.S. de Graft-Hayford der erste CAS mit ghanaischer Abstammung berufen.
Im Jahr 1962 wurde die Nationale Segelflugschule durch Hanna Reitsch, ehemals Adolf Hitlers bevorzugte Pilotin, gegründet. Unter dem Kommando von Air Commodore de Graft-Hayford diente Reitsch als Schulleiterin und Ausbilder. Sie war von 1962 bis 1966 die Pilotin von Kwame Nkrumah.
Die ghanaische Luftwaffe war zu Beginn mit einem Geschwader aus Schulflugzeugen des Typs de Havilland Canada DHC-1 Chipmunk und Geschwadern von Transportflugzeugen der de Havilland Canada-Typen Beaver, Otter und Caribou ausgestattet. Zusätzlich wurde zum Transport des Präsidenten ein Hawker Siddeley HS.125-Jet gekauft.
Nach der Beteiligung Ghanas an der UN-Friedensmission im Kongo ONUC erhielt die GHF im Jahr 1964 von der UN sieben überschüssige Hubschrauber (ex – U.S. Army) vom Typ Sikorsky H-19D. Mit diesen Luftfahrzeugen wurde ein Hubschraubergeschwader gebildet. Ein Erdkampf-Geschwader wurde im Jahr 1965 mit italienischen Aermacchi MB-326 ausgestattet.
Die Flugstation Accra wurde zu Beginn des Jahres 1961 eröffnet. Die Station war im Hangar 3 am Flughafen Accra untergebracht. Die Einheit hatte vier Abteilungen: Administration, Flugoperationen, Technik und Ausstattung. Am 25. Januar 1962 übernahm der erste ghanaische Offizier, Flt Lt DK Tettey, das Kommando über die Flugstation. Im Januar 1962 wurde außerdem die No 2 Communications Squadron in Accra aufgestellt. Diese bestand anfänglich aus einer Flugstaffel zum Transport des Präsidenten, einer Hubschrauberstaffel und einer Staffel für generelle Verbindungsflüge. Ende 1965 gab es einen Standortwechsel des Stützpunktes zum Burma Camp. Bald darauf stießen die Aermacchi MB-326 hinzu und bildeten No 4 Jet Squadron. Ende 2000 wurde die Flugstation offiziell zur Luftwaffenbasis erklärt.
Der Luftwaffenstützpunkt Sekondi-Takoradi wurde als Flugstation bereits durch die Royal Air Force genutzt. Am 1. März 1961 erfolgte die Übergabe an die GHF unter dem Kommando von Wing Commander Everson (RAF). Die ersten auf dem Militärflugplatz eingesetzten Luftfahrzeuge waren Schulflugzeuge des Typs DHC-1 Chipmunk. Neben der Flying Training School wurde jeweils ein Geschwader mit den Flugzeugtypen DHC-3 Otter und DHC-4 Caribou betrieben. Später wurde eine autonome Wartungseinheit an der Station aufgestellt, welche die Beschaffung und Lagerung von Flugzeugersatzteilen realisierte. Im Februar 1968 übernahm der erste ghanaische Offizier, Wing Commander C. Beausoleil, das Kommando über die Flugstation.

## Auftrag
Die GHF ist für die Überwachung und den Schutz des Luftraums über Ghana zuständig. Dazu werden bereits im Frieden durch die fliegerischen Verbände lufthoheitliche Aufgaben wahrgenommen. Weiterhin hält die GHF Kräfte zum Lufttransport und zur offensiven Luftunterstützung militärischer Operationen von Heer und Marine bereit. Folgende spezifische Aufgaben sind von der Luftwaffe Ghanas durchzuführen:
- die Fähigkeiten Luftangriff und Luftnahunterstützung aufrechterhalten
- Lufttransport für die Streitkräfte Ghanas durchführen
- Luftraum über Ghana und die Ausschließliche Wirtschaftszone überwachen
- die Fähigkeit Luftaufklärung aufrechterhalten
- Transport im Auftrag der Regierung von Ghana sowie VIP-Transport bereitstellen
- Medizinische Evakuierung durchführen und bei Luftrettung unterstützen.

Die GHF ist auch für die Leitung und Koordination der Suche und Rettung in Luft- und Seenotfällen in dem Fluginformationsgebiet Accra (DGAC) zuständig.

## Organisation
Die GHF verfügt über eine Stärke von ca. 2000 Soldaten. Ihr Hauptquartier und ihr Hauptstützpunkt befindet sich in Accra, nahe dem Flughafen Accra. Weitere Militärflugplätze (Air Force Base – AFB) befinden sich in Tamale und Takoradi.
- Hauptquartier der Ghana Air Force in Accra (Burma Camp)
  - No 1 Squadron (AFB Takoradi)
    - Luftfahrzeuge: Diamond DA42 für Flugtraining, Seeüberwachung und Aufklärung

  - No 2 Squadron (AFB Accra/AFB Tamale)
    - Luftfahrzeuge: Dassault Falcon 900EX und CASA C-295M für Truppentransport und VIP-Transport

  - No 3 Squadron (AFB Accra/AFB Takoradi)
    - Luftfahrzeuge: Mi-17/Mi-171 und Z-9 zum Truppentransport, maritimer SAR-Dienst und zur Aufklärung

  - No 4 Squadron (AFB Accra)
    - Luftfahrzeuge: K-8G zur Luftraumüberwachung, Aufklärung und Luftunterstützung

  - Air Force Leadership Academy (AFB Tamale)
  - Flying Training School (AFB Takoradi/AFB Tamale)
  - Recruit Training School (AFB Takoradi)

Zur Übung der Waffenkonfigurationen des K-8G steht ein Luft-Boden-Schießplatz, die Bundase Gunnery Range bei Accra, zur Verfügung. Die Übungen finden unter Beteiligung und Koordination mit dem ghanaischen Heer statt.

## Einsätze
Eine wichtige Aufgabe der Luftwaffe ist die Bereitstellung von Lufttransport für Regierungsmitglieder wie dem Präsidenten von Ghana.
Im Jahr 1967 unterstützten Piloten und Fluglotsen der Luftwaffe die kongolesische Regierung in der Provinz Katanga, um dort die Aktivitäten von Söldnern zu unterbinden. Im Rahmen der ECOMOG-Einsätze in Liberia und Sierra Leone in den 1990er Jahren führte die GHF offensive Luftoperationen und zahlreiche Versorgungsflüge durch.
Innerhalb Ghanas war die GHF bei nationalen Ausnahmezuständen mit dem Transport von Versorgungsgütern in schwer zugängliche Gebieten beauftragt. Dies war insbesondere bei den Hochwasserlagen in den Jahren 1968 und 1996 der Fall, als die GHF eine Luftbrücke zwischen den Norden und Süden des Landes aufbaute. Zwischen 1990 und 2000 führte die Luftwaffe ununterbrochen unter dem Codenamen Airlink Inlandsflüge durch um die Lücke zu füllen, welche Ghana Airways hinterlassen hat.
Heutzutage unterstützt die GHF innerhalb Ghanas in der Luftrettung und nimmt den SAR-Dienst wahr. Weitere Aufgaben sind routinemäßige Inspektionen von Stromleitungen, fotografische Vermessungen für Industrie- und Kartierungszwecke sowie der Transport von Goldbarren.
Wie bei den anderen Teilstreitkräften spielt die ghanaische Luftwaffe eine wichtige Rolle bei internationalen Friedensmissionen der UN. So entsandte die GHF die Ghana Aviation Unit (GHAV) nach Mali als Kontingent für MINUSMA. Die GHAV bestand aus 54 Soldaten (7 Piloten sowie Wartungspersonal) und einem Transportflugzeug dess Typ CASA C-295M. Unter anderem wurden taktischer Lufttransport, logistische Unterstützungsflüge, MEDEVAC, Distribution humanitärer Hilfslieferungen, Infiltration und Exfiltration von Truppen, Transport der Quick Reaction Force, SAR-Dienst und Luftaufklärung für die UN geleistet. Das Flugzeug wurde am 29. November 2016 bei einem Terroranschlag auf den Flughafen Gao beschädigt und wurde daraufhin innerhalb 8 Wochen instand gesetzt.

## Luftfahrzeuge
Stand: Ende 2022

### Flugzeuge

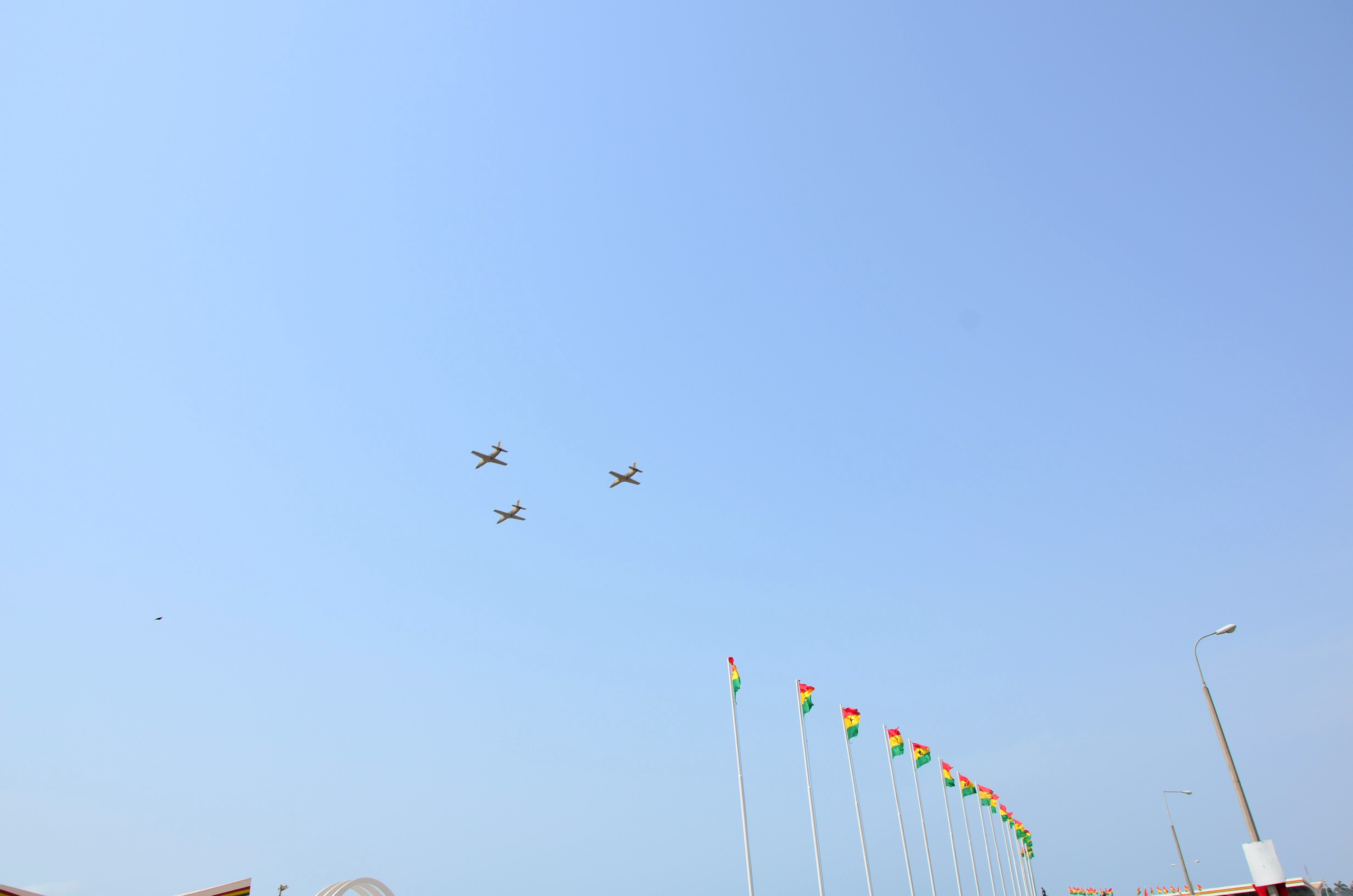
Flugzeuge der Ghana Air Force vom Typ Hondu über Accra am 6. März 2011

| Luftfahrzeuge                | Herkunft                     | Verwendung                               | Version                             | Aktiv | Bestellt | Anmerkungen             |
| ---------------------------- | ---------------------------- | ---------------------------------------- | ----------------------------------- | ----- | -------- | ----------------------- |
| Diamond DA42                 | Österreich                   | Aufklärungsflugzeug Schulflugzeug        | DA42 MPP Guardian DA42 NG Twin Star | 2 1   |          |                         |
| CASA C-295                   | Spanien                      | Transportflugzeug                        | C-295M                              | 2     |          |                         |
| Dassault Falcon 900          | Frankreich                   | VIP-Transportflugzeug                    | 900EX Easy                          | 1     |          | Transport der Regierung |
| Hongdu K-8 Karakorum         | Volksrepublik China Pakistan | Schulflugzeug, leichtes Angriffsflugzeug | K-8G                                | 4     |          |                         |
| Embraer EMB 314 Super Tucano | Brasilien                    | Schulflugzeug                            |                                     |       | 9*       | *Beschaffung geplant    |
| Aero L-39NG                  | Tschechoslowakei             | Schulflugzeug                            |                                     |       | 6        |                         |

### Hubschrauber

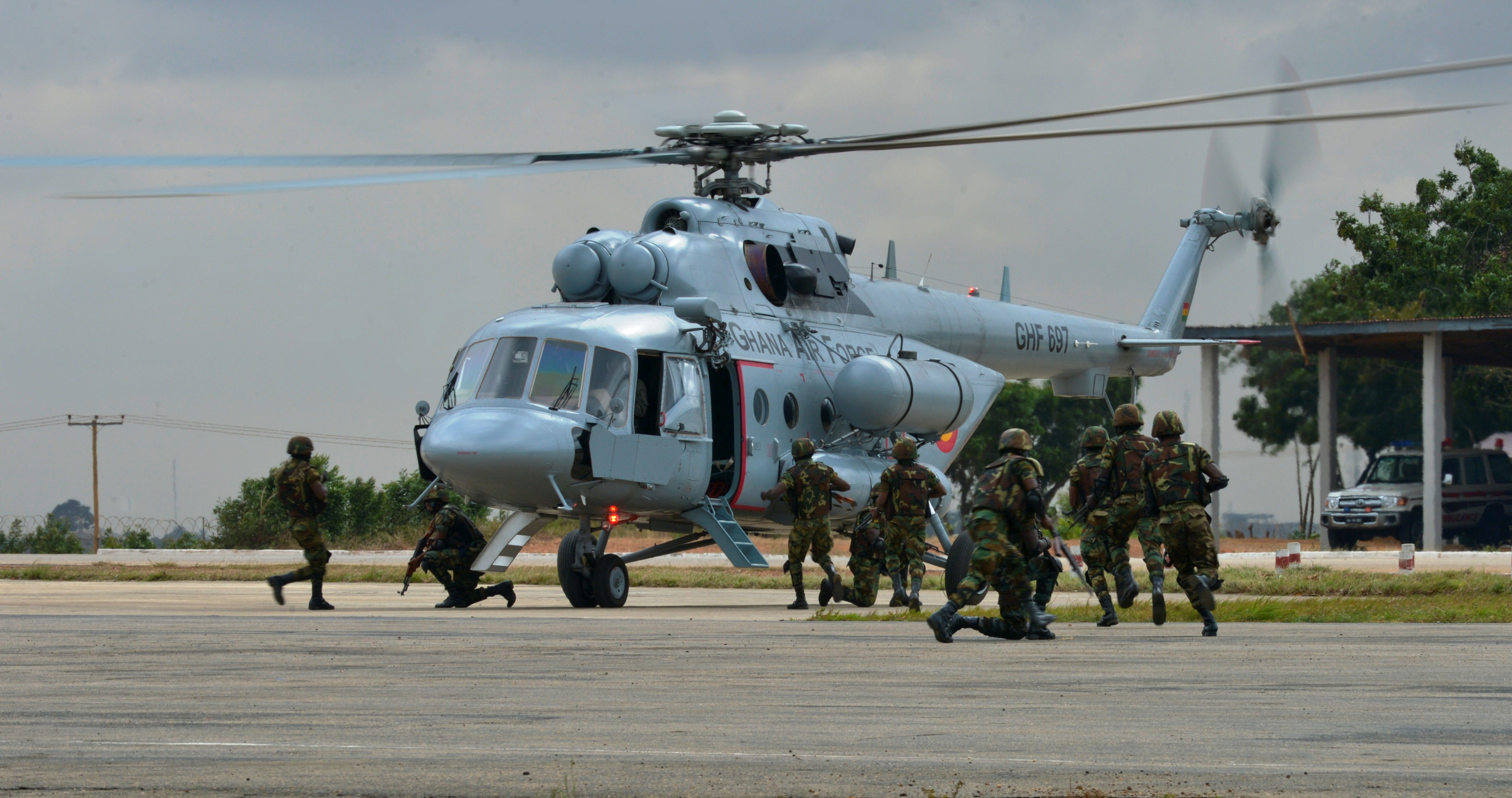
Ein Spezialkommando der Ghana Air Force vor einem Hubschrauber vom Typ Mil Mi-17 in Accra am 21. August 2013

| Luftfahrzeuge | Herkunft            | Verwendung                     | Version           | Aktiv | Bestellt | Anmerkungen          |
| ------------- | ------------------- | ------------------------------ | ----------------- | ----- | -------- | -------------------- |
| Mil Mi-35     | Russland            | Kampfhubschrauber              |                   |       | 1 + 3*   | *Beschaffung geplant |
| Mil Mi-8      | Russland            | Mehrzweckhubschrauber          | Mi-17V-5 Mi-171Sh | 6     |          |                      |
| Harbin Z-9    | Volksrepublik China | Mehrzweckhubschrauber          | Z-9EH             | 4     |          |                      |
| Bell 412      | Vereinigte Staaten  | Leichter Mehrzweckhubschrauber | 412SP             | 1     |          |                      |

### Ehemalige Luftfahrzeuge

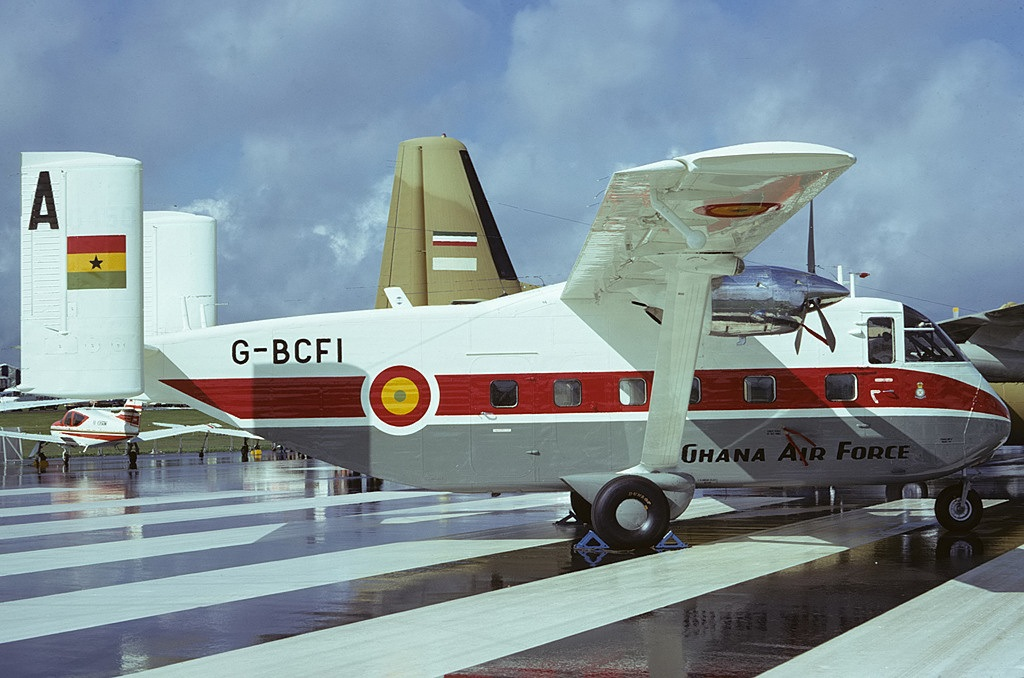
Ehemaliges Transportflugzeug der GHF vom Typ Short Skyvan

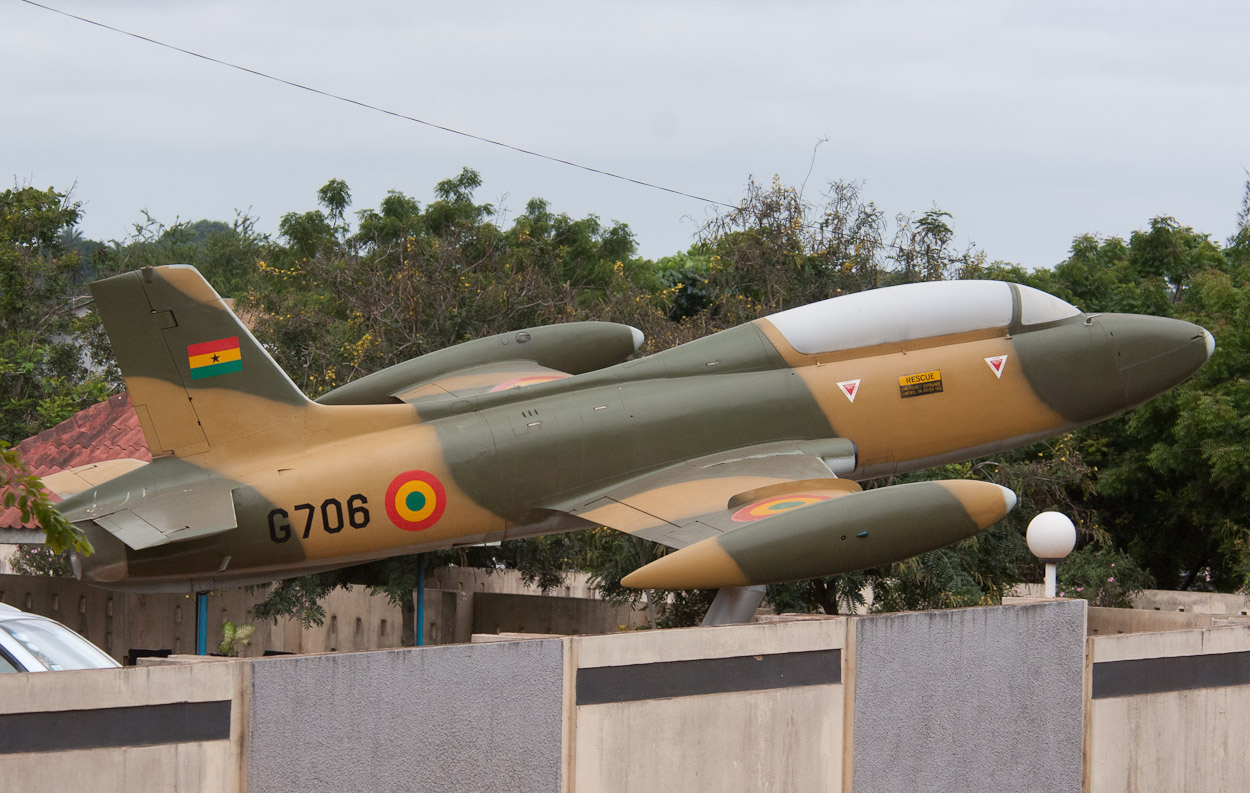
Ehemaliges Schul- und Erdkampfflugzeug der GHF vom Typ MB-326F

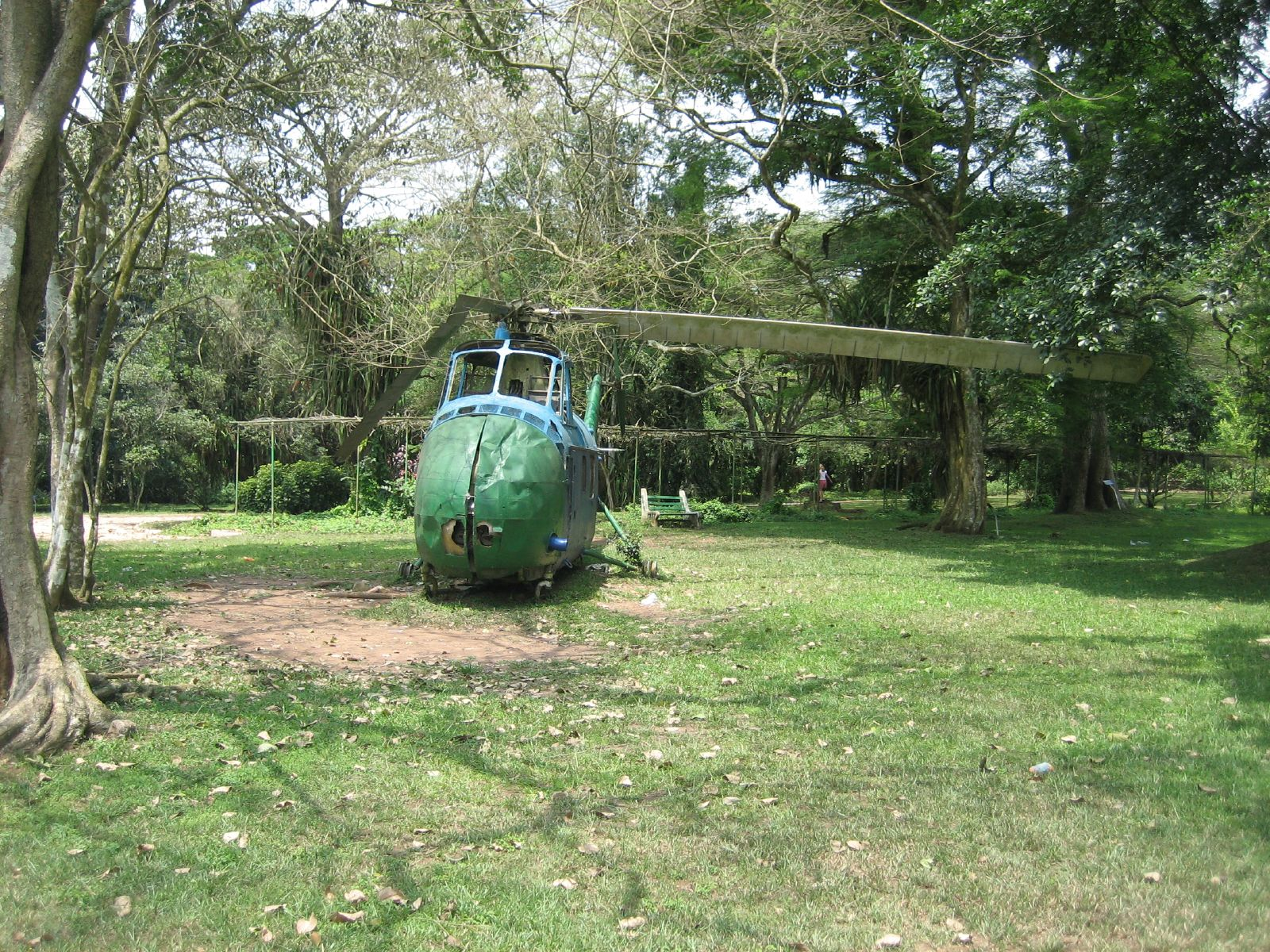
Ein ehemaliger Hubschrauber der GHF im botanischen Garten von Aburi

| Luftfahrzeuge                      | Herkunft               | Verwendung                     | Version            | Anzahl | Dienstzeit          |  |
| ---------------------------------- | ---------------------- | ------------------------------ | ------------------ | ------ | ------------------- |  |
| Aermacchi MB-326                   | Italien                | leichtes Erdkampfflugzeug      | MB-326F MB-326K    | 9 6    | 1965-               |  |
| Aermacchi MB-339                   | Italien                | leichtes Erdkampfflugzeug      | MB-339A            | 4      | eingelagert         |  |
| Aero L-29                          | Tschechoslowakei       | Strahltrainer                  | L-29               | 13     | bis 2021            |  |
| Aero L-39                          | Tschechoslowakei       | Waffeneinsatztrainer           | L-39ZO             | 2      |                     |  |
| Aérospatiale SA.319 Alouette III   | Frankreich             | Leichter Mehrzweckhubschrauber | SA.316B            | 6      | 1972–2014           |  |
| Agusta A109                        | Italien                | Leichter Mehrzweckhubschrauber | A109A              | 2      | bis 2021            |  |
| Bell 212                           | Vereinigtes Königreich | Mehrzweckhubschrauber          |                    | 2      | 1972–2005           |  |
| Britten-Norman BN-2 Islander       | Vereinigtes Königreich | Transportflugzeug              | BN-2A BN-2T        | 8 4    | 1973–1998           |  |
| Cessna 172                         | Vereinigte Staaten     | Mehrzweckflugzeug              | 172N               | 3      | 2002–               |  |
| de Havilland Canada DHC-1 Chipmunk | Kanada                 | Schulflugzeug                  |                    | 12     | 1961–1976           |  |
| de Havilland Canada DHC-2 Beaver   | Kanada                 | leichtes Transportflugzeug     |                    | 14     | 1960–1984           |  |
| de Havilland Canada DHC-3 Otter    | Kanada                 | Transportflugzeug              |                    | 12     | 1961–1973           |  |
| de Havilland Canada DHC-4 Caribou  | Kanada                 | Transportflugzeug              |                    | 8      | 1963–1975           |  |
| De Havilland DH.114 Heron          | Vereinigtes Königreich | Transportflugzeug              | Heron 2D           | 3      | 1961–1974           |  |
| HAL HT-2                           | Indien                 | Schulflugzeug                  | HT-2               | 12     | 1959–1974           |  |
| Hawker Siddeley HS.125             | Vereinigtes Königreich | VIP-Transport                  | HS-125-1B          | 1      | 1965–1975           |  |
| Fokker F-27 Friendship             | Niederlande            | Transportflugzeug              | F-27-400M F-27-600 | 3 1    | 1975–2013 1975–2000 |  |
| Fokker F-28 Fellowship             | Niederlande            | VIP-Transport                  | F-28-3000          | 1      | 1978–2014           |  |
| Gulfstream III                     | Vereinigte Staaten     | VIP-Transport                  | G-1159A            | 1      | 1999–2006           |  |
| Short Skyvan                       | Vereinigtes Königreich | Transportflugzeug              | 3M-400             | 6      | 1974–1998           |  |
| Sikorsky H-19                      | Vereinigte Staaten     | Transporthubschrauber          | H-19D              | 7      | 1964–1977           |  |
| Westland Whirlwind                 | Vereinigtes Königreich | Transporthubschrauber          | SRS.3              | 6      | 1962–1976           |  |
| Westland Wessex                    | Vereinigtes Königreich | Transporthubschrauber          | Mk.53              | 2      | 1965–1976           |  |

## Dienstgradabzeichen
Die Rangstruktur der GHF ähnelt der Rangstruktur der Royal Air Force, aus der ihre Ränge abgeleitet wurden.
| Schulterklappe Jacke Dienstanzug | Dienstgradabzeichen eines Chief Air Marshal | Dienstgradabzeichen eines Air Marshal | Dienstgradabzeichen eines Air Vice Marshal | Dienstgradabzeichen eines Air Commodore | Dienstgradabzeichen eines Group Captain | Dienstgradabzeichen eines Wing Commander | Dienstgradabzeichen eines Squadron Leader | Dienstgradabzeichen eines Flight Lieutenant | Dienstgradabzeichen eines Flying Officer | Dienstgradabzeichen eines Pilot Officer |
| Dienstgrad                       | Air Chief Marshal                           | Air Marshal                           | Air Vice-Marshal                           | Air Commodore                           | Group Captain                           | Wing Commander                           | Squadron Leader                           | Flight Lieutenant                           | Flying Officer                           | Pilot Officer                           |
| Abkürzung                        | Air Chf Mshl                                | Air Mshl                              | AVM                                        | Air Cdre                                | Gp Capt                                 | Wg Cdr                                   | Sqn Ldr                                   | Flt Lt                                      | Fg Off                                   | Plt Off                                 |
| NATO-Rangcode                    | OF-9                                        | OF-8                                  | OF-7                                       | OF-6                                    | OF-5                                    | OF-4                                     | OF-3                                      | OF-2                                        | OF-1                                     | OF-1                                    |

| Schulterklappe Jacke Dienstanzug | Dienstgradabzeichen eines Warrant Officer Class I | Dienstgradabzeichen eines Warrant Officer Class II | Dienstgradabzeichen eines Flight Sergeant | Dienstgradabzeichen eines Sergeant | Dienstgradabzeichen eines Corporal | kein Äquivalent | Dienstgradabzeichen eines Leading Aircraftsman | kein Abzeichen |
| Dienstgrad                       | Warrant Officer Class I                           | Warrant Officer Class II                           | Flight Sergeant                           | Sergeant                           | Corporal                           |                 | Leading Aircraftman                            | Aircraftsman   |
| Abkürzung                        | WO1                                               | WO2                                                | Flt Sgt                                   | Sgt                                | Cpl                                |                 | LAC                                            | AC             |
| NATO-Rangcode                    | OR-9                                              | OR-8                                               | OR-7                                      | OR-6 / OR-5                        | OR-4                               | OR-3            | OR-2                                           | OR-1           |

## Chief of Air Staff
Die ghanaische Luftwaffe wird vom Chief of Air Staff (CAS) geführt. Die folgende Liste enthält alle bisherigen CAS der GHF.
| 1. | Air Commodore    | Kanwar Jaswant Singh*                    | Mai 1959 – August 1960        |
| 2. | Wing Commander   | Ian Malcolm Gundry-White**               | September 1960 – März 1961    |
| 3. | Air Commodore    | John Nicholas Haworth Whitworth**        | März 1961 – September 1962    |
| 4. | Air Commodore    | John Ebenezer Samuel de Graft-Hayford*** | September 1962 – Juli 1963    |
| 5. | Air Vice-Marshal | Michael Otu                              | Juli 1963 – März 1968         |
| 6. | Brigadier        | Napoleon Ashley-Lassen                   | März 1968 – Januar 1971       |
| 7. | Brigadier        | Charles Beausoliel                       | Januar 1971 – Dezember 1971   |
| 8. | Brigadier        | Napoleon Ashley-Lassen                   | Dezember 1971 – Januar 1972   |
| 9. | Brigadier        | Charles Beausoliel                       | Dezember 1972 – November 1976 |
| 10. | Air Vice Marshal | George Yaw Boakye                        | November 1976 – Juni 1979     |
| 11. | Wing Commander   | Samuel Gyabaah                           | Juni 1979 – Juli 1979         |
| 12. | Group Captain    | F. W. K. Klutse                          | Juli 1979 – Dezember 1979     |
| 13. | Air Commodore    | John E. Odaate-Barnor                    | Dezember 1979 – Mai 1980      |
| 14. | Air Commodore    | K. K. Pumpuni                            | Mai 1980 – Januar 1982        |
| 15. | Group Captain    | E. A. A. Awuviri                         | Januar 1982 – Dezember 1982   |
| 16. | Air Vice Marshal | James Ernest Akrong Kotei                | Dezember 1982 – Juni 1988     |
| 17. | Air Marshal      | Achilles Harry Kwami Dumashie            | Juni 1988 – Juni 1992         |
| 18. | Air Marshal      | John Asamoah Bruce                       | Juni 92 – März 2001           |
| 19. | Air Vice Marshal | Edward Apau Mantey                       | März 2001 – April 2005        |
| 20. | Air Vice Marshal | Julius Otchere Boateng                   | Mai 2005 – Januar 2009        |
| 21. | Air Vice Marshal | Michael Samson-Oje                       | März 2009 – Januar 2016       |
| 22. | Air Vice Marshal | Maxwell Mantsebi-Tei Nagai               | Januar 2016 – Januar 2019     |
| 23. | Air Vice Marshal | Frank Hanson                             | seit Januar 2019              |
| * Angehöriger der Indian Air Force ** Angehöriger der Royal Air Force *** 1. Chief of Air Staff ghanaischer Abstammung und somit der erste Schwarze in einer leitenden Position einer nationalen Luftwaffe südlich der Sahara |                  |                                          |                               |